# Тигр каспійський
Каспі́йський ти́гр (лат. Panthera tigris virgata, англ. Caspian tiger) — найзахідніший підвид тигра, який вимер у 1970-х роках. Мешкав довкола Каспійського моря, на Кавказі (Грузії, Вірменії, Азербайджані, Дагестані), східній Туреччині, Месопотамії, Центральній Азії (Казахстані, Таджикистані, Туркменістані, Узбекистані), північному Афганістані й Східному Туркестані (західному Китаї). У середньовіччі водився в українських степах між Чорним і Азовськими морями; ймовірно заходив до лісостепової зони Чернігівського князівства. Найближчий родич амурського тигра; мав менш масивну будову, світлішу пігментацію. Був одним із найбільших представників родини. Використовувався під час гладіаторських ігор у Стародавньому Римі. Поступово винищений місцевим населенням; на Кавказі й в Центральній Азії нищення набуло величезних масштабів з ХІХ ст. разом зі входженням цих регіонів до складу Російської імперії. Також — туранський тигр, закавказький тигр.

## Номенклатура
- Panthera tigris virgata («тигр смугастий», Illiger, 1815)
- Panthera tigris lecoqi (Китай) (дискусійно)
- Panthera tigris trabata (Казахстан)
- Panthera tigris septentrionalis («тигр північний», Азербайджан)

## Зовнішній вигляд
Каспійський тигр був третім найбільшим із відомих підвидів тигрів. Його тіло було вельми коренастим і подовженим з сильними ногами, великими, широкими лапами, і надзвичайно великими кігтями. Вуха були короткими і маленькими. Навколо щік хутро було дуже пухнастим, а решта частини його хутра була довга і товста. Забарвлення нагадувало Бенгальського тигра. Екземпляр шкіри в Британському музеї має жовто-золотий колір по задній частині, тоді як інші сторони тіла набагато світліші. Частина грудей і живота, яка розташована по закінченню боків білі. Сам живіт і груди коричнюватого кольору. Хвіст цього підвиду жовтий і має жовтуваті білі смуги. Взимку хутро дуже відростало. Самці каспійського тигра були дуже великими і важили 169—240 кг, самиці значно менші, 85-135 кг.

## Ареал

### Україна. Кавказ
Каспійський тигр згадується як «лютий звір» у «Повчанні» великого князя київського Володимира Мономаха (бл. 1109). Таке припущення висловив у 1969 році Гептнер В. Г., згодом у 1972 році його підтримав Слудський А. О.. Ареал проживання каспійського тигра обмежувався Прикавказзям, проте у середньовіччі, в Х—ХІІ столітті, сягав нижньої та середньої течії Дніпра, й доходив найпівнічніше до Чернігова, лісостепових земель Чернігівського князівства.

### Середня Азія
Місцями проживання цього хижака були очеретяні чагарники по берегах річок, які в Середній Азії називаються тугаї. Їжею для даного підвиду тигрів служили джейрани, сайгаки, кулани, козулі та кабани. Є відомості, що за мігруючими кабанами каспійський тигр доходив до Східного Казахстану і Алтая. На півночі їх постійний ареал проживання було озеро Балхаш в Казахстані. У минулому, ймовірно, також зустрічались в Передкавказзі, але вони там давно винищені.
Цей підвид був поширений також у вологих субтропічних лісах південного Азербайджану (Північний Іран) і в долинах річок в Афганістані. Свої домівки, як правило, каспійські тигри влаштовували в непролазних місцях, проте обов'язково неподалік від джерел води.

## Взаємини тигра і людини
У Середній Азії місцеві жителі, як правило вважали, що тигри не являють загрози для життя людей, або, принаймні, вони мирилися з їх існуванням поряд зі своїми житлами. Найбільший вплив на зниження чисельності популяції тигрів в Середній Азії надав освоєння російськими переселенцями цього краю, оскільки російська адміністрація краю докладала значні зусилля для знищення цих хижаків. Відомий випадок, коли 27 лютого 1883 року начальник штабу військ Туркестанського військового округу генерал-лейтенант Михайло Черняєв на прохання місцевих жителів наказав влаштувати облаву на тигрів, що з'явилися між Ташкентом і Чиназом, і винищити небезпечних хижаків. Для цієї мети були використані регулярні військові частини (12-й батальйон Туркестану).
Але більшою мірою це був непрямий вплив, оскільки масове окультурення заплавних земель у руслах середньоазійських річок людиною позбавляло тигрів їх основної кормової бази — диких тварин (кабанів і козуль), що мешкають у тугаях.

### Легенди і міфи
Оскільки тигр — це найгрізніший хижак, що водився на просторах Середньої Азії, то з ним пов'язано немало легенд і переказів, циркулюючих серед народів, що населяли цей край, оскільки його здатність маскуватися, несподівано зникати і з'являтися створила йому славу надістоти, перевертня. Одна з таких легенд пов'язана з ім'ям Александра Македонського або як його називають на Сході — Іскандером Зулькарнайном. Мов він після завоювання Середньої Азії і споруди на березі Сирдар'ї міста — Александрії есхата (Худжанд) заглибився в малонаселені землі на півночі за Сирдар'єю і в околицях сучасного Ташкента полював на тигрів за допомогою дротиків.
Як відомо, в ісламі існує заборона на зображення живих істот, що багато в чому визначає особливість мистецтва країн, в яких був поширений іслам. Проте, саме для тигрів у суфізмі, однієї з гілок ісламу, поширеному в Середній Азії, було зроблено своєрідний виняток, і образ тигра зустрічається на килимах і тканинах, а також на фасадах мечетях міста Самарканду в Узбекистані, зокрема на знаменитому комплексу мечетей на площі Регистан.

## Цікаві факти
- У Туркестані в околицях Ташкента останнього тигра убив князь Голіцин в 1906 році. Опудало цього убитого ним тигра до середини 60-х років XX століття прикрашало один із залів Ташкентського музею природи, поки пожежа, що трапилася в музеї, не знищила експозицію. Робота із збереженими залишками каспійського тигра показала, що він має багато подібного з сибірським тигром. Тигри колонізували Середню Азію понад 10 000 років тому, і сучасний сибірський тигр може бути відгалуженням каспійського тигра.
- Ще одне опудало каспійського тигра ще у 1980-ті роки зберігалось у старому краєзнавчому музеї м. Чарджоу (Туркменабат)[джерело?]

## Місцеві назви
У Середній Азії тигра називали «джульбарс», «джолбарс». На тюркській мові «джол», «джул» означає «шлях», таким чином це слово можна перевести як «бродячий барс». Етимологія слова пов'язана з поведінковими особливостями хижака — він був здатний здійснювати подорожі за сотні та тисячі кілометрів від місця свого первинного перебування, а за добу цей тигр міг пройти до ста кілометрів.

## Історія і зникнення
До XIX століття, каспійські тигри все ще населяли Західну і Середню Азію. У середині XIX століття, чисельність цих тигрів дуже зменшились у Казахстані та Барнаулі. Єдиний каспійський тигр з Іраку був убитий біля Мосула в 1887 році. У Китаї каспійський тигр повністю вимер на початку 1920-х років. (Науелл і Джексон 1996). У 1922 році цей підвид зник у районах Кавказу. Останнього каспійського тигра, який мешкав біля озера Балхаш, вбили 1948 року.
У знищені цього підвиду тигра взяли велику участь російські війська. У їхній програмі освоєння землі на початку XX століття, загинули майже всі тигри, які мешкали в тому районі. Деякі повідомлення заявляли, що каспійський тигр потрапив до Національного Парку Голестан (Іран). Згодом це спростували. Останнього каспійського тигра вбили у прикордонному районі південно-східної Туреччини на початку 1970 року.

## Спостереження і сумніви щодо зникнення
Коли каспійський тигр був оголошений вимерлим у світі, турецькі зоологи не прийняли цей факт. Місцеве населення декілька разів бачили тигрів біля своїх помешкань. У 1970-х роках, пошуки, які проводив Пол Джослін в Ірані, не змогли підтвердити, що цей тигр може бути живим. Міжнародні експерти по диких котах дізналися, що каспійського тигра бачили в Туреччині й після того, як вважалося останнього тигра вбили в 1970 році. Три роки опісля, ботанік, відвідуючи регіон, бачив і сфотографував мертвого тигра.
Турецькі науковці, протягом дослідження регіону, отримали певну інформацію щодо присутності каспійського тигра. У межах Південно-східної Анатолійської науково-дослідної роботи про біологічну варіативність, міжнародним фондом захисту диких тварин Туреччини проводився огляд місцевості, де ботанік сфотографував тигра. На місцевості, яку вони оглянули, вони не знайшли нічого. Проте, коли вони зібрали анкети, які роздали до огляду місцевому населенню і військовим патрулям, виявилось, що за той час, коли був проведений огляд, в сусідньому регіоні помітили ще кількох тигрів. У 1984 році до фонду потрапила звістка, що браконьєр вбив каспійського тигра. Однак, ні браконьєра, ні тіла тигра не знайшли. Схожий випадок стався у 1997 році.
На початку 2000 року, науковці припустили, що каспійський тигр може бути живим. Дослідження було заплановане на 2006 рік, але воно так і не було виконане.

## Каспійський тигр на римських аренах

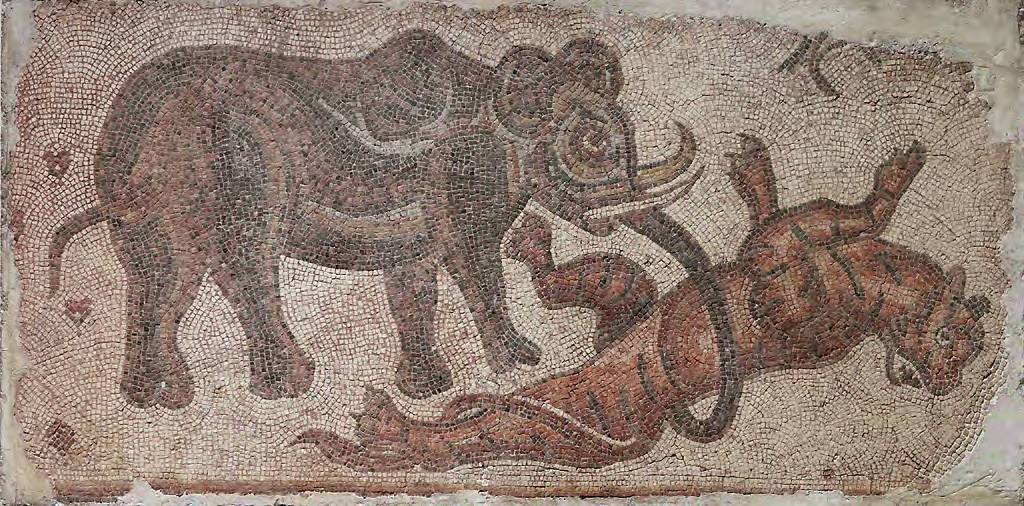
Мозаїка-ілюстрація боїв на арені у Римській Сирії

Каспійський тигр був популярним на римських аренах. Цей підвид був найдоступнішим, оскільки населяв східні межі Римської імперії. Тигрів завозили з Кавказу, Месопотамії і Персії. Перший тигр, якого вивели на арену в Римі, був подарунком від індійського посла римському імператорові Октавіану Августу в 19 році до н. е. На римських аренах тигр бився проти інших тварин і гладіаторів.